# Edward White
Edward Higgins White, II (San Antonio, 14 novembre 1930 – Cape Canaveral, 27 gennaio 1967) è stato un astronauta statunitense.

## Biografia
Nato a San Antonio, Texas, fece i suoi studi universitari all'Accademia militare di West Point, laureandosi nel 1952. Proseguendo i suoi studi, diventò ingegnere aeronautico all'Università del Michigan nel 1959. Quindi si sposò ed ebbe due figli: Bonnie ed Edward III. Come pilota della navicella Gemini 4 fu il primo statunitense a uscire nello spazio fuori dalla navetta, nel 1965.
Morto nel tragico incidente dell'Apollo 1 a Cape Canaveral, venne sepolto con gli onori militari nello United States Military Academy Post Cemetery a West Point, New York. White rimase ucciso con i suoi compagni astronauti Gus Grissom e Roger Chaffee nell'incendio dell'Apollo 1 a Cape Kennedy.

## Cinema
- First Man - Il primo uomo (First Man), regia di Damien Chazelle (2018), in cui Edward White è interpretato dall'attore Jason Clarke.